# Panzerkampfwagen VI Tiger II
Der Panzerkampfwagen Tiger Ausf. B Tiger II (Sd.Kfz. 182) war der schwerste deutsche in Serie gebaute Panzer mit drehbarem Turm im Zweiten Weltkrieg. Entgegen seiner Bezeichnung war er keine verbesserte Version des Panzerkampfwagens VI Tiger, sondern eine Neukonstruktion. Beide Typen unterschieden sich bis auf Einzelheiten grundlegend: Die Form der Panzerung war beim Tiger II – wie auch beim Panther – durchgehend geneigt, während der Tiger I mit seiner teils senkrechten Panzerung eher den älteren deutschen Panzern ähnelte. Gleiches galt für die stärkere Bewaffnung, die nur im Kaliber gleich war. Ab Sommer 1942 entwickelt, wurden bis zum Kriegsende 492 Exemplare gebaut, wobei sich die Produktion mit der der früheren Tiger-Variante zeitweilig überschnitt.
Die inoffizielle, auch von der deutschen Propaganda verwendete Bezeichnung „Königstiger“ wurde von westalliierten Soldaten oft mit „Royal Tiger“ oder „King Tiger“ übersetzt. Die Propaganda behauptete sogar, der Name sei von den Kriegsgegnern erfunden worden.

## Geschichte

### Entwicklung

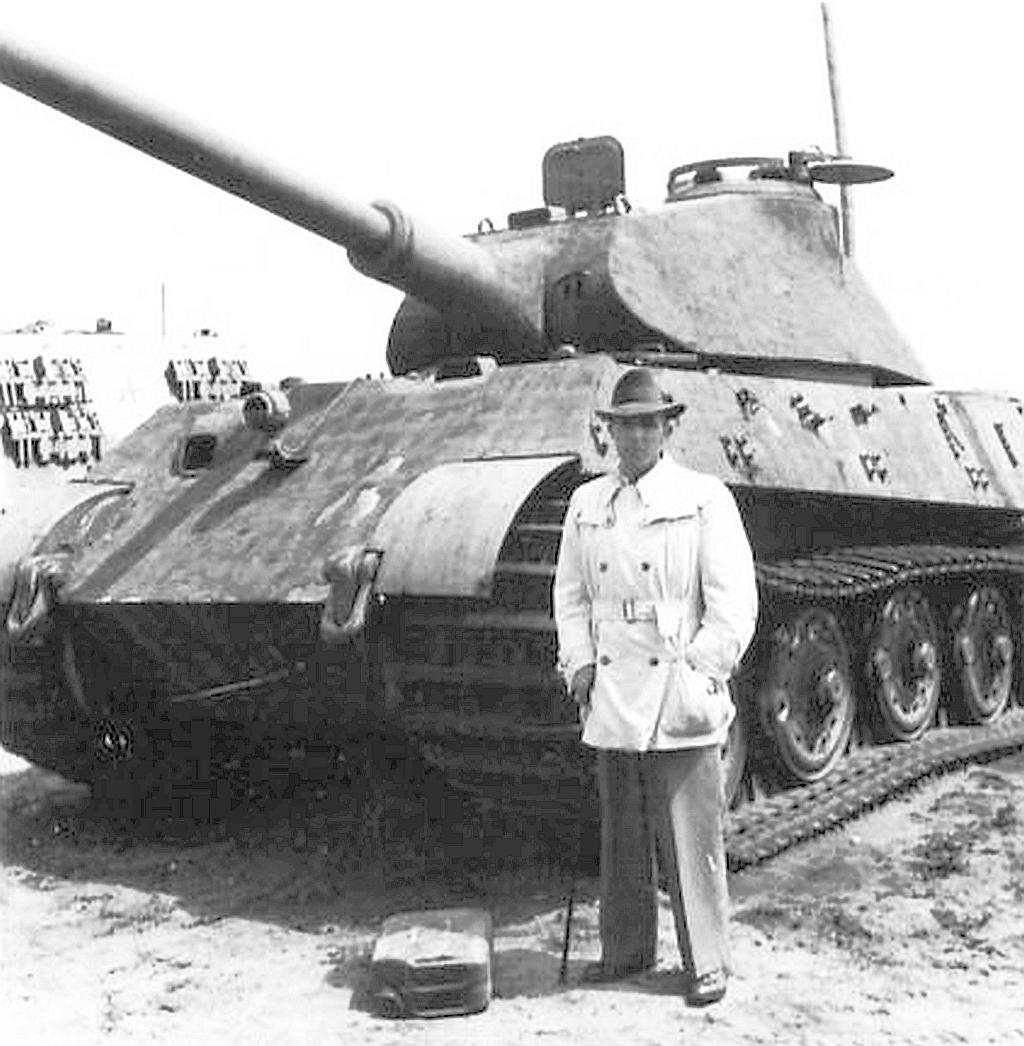
Henschel Entwicklungleiter Kurt Arnoldt und Tiger II auf der Panzerversuchsstation 96 (1945)

Aufgrund der hohen Verluste durch den T-34 im Herbst 1941 nach dem Überfall auf die Sowjetunion war das deutsche Heereswaffenamt bereit, Entwürfe für Panzerkampfwagen zu akzeptieren, die größer und schwerer als bisherige Modelle waren, auch wenn dies auf Kosten von Geschwindigkeit und Wendigkeit ging. Nach einer Ausschreibungsspezifikation des Heereswaffenamts vom August 1942 begannen die Porsche KG in Stuttgart und Henschel & Sohn in Kassel mit den Vorarbeiten. Das Heereswaffenamt entschied sich schließlich für den Henschel-Entwurf VK 45.03 (H), da der von Porsche entworfene Panzer VK 45.02 (P) einen zu komplizierten elektrischen Antrieb hatte. 
Der Tiger II wurde im Januar 1943 offiziell bestellt; ein Prototyp wurde erst im Oktober 1943 geliefert. Der Grund für diese Verzögerung war der Versuch, Produktion und Wartung durch Vereinheitlichung und Gleichteile mit dem bereits geplanten Panther II zu optimieren.
Die Erprobung der Prototypen erfolgte bei der Versuchsstelle für Kraftfahrt (Verskraft) in Kummersdorf und auf dem Truppenübungsplatz Senne bei der Henschel Panzerversuchsstation 96 in Haustenbeck. Bei Letzterer fanden neben Fahr- und Schießerprobungen auf dem Truppenübungsplatz auch die Prüfungen für gasdichte Panzerfahrzeuge in Sondergebäuden sowie Dichtigkeitsprüfungen in Tauchdurchfahrtsbecken statt.

### Serienproduktion

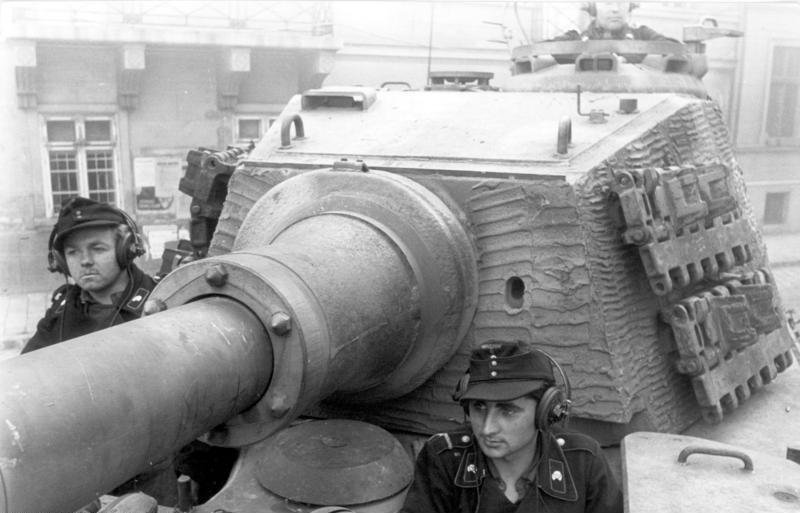
Tiger II und Zimmerit-Anstrich, Budapest 1944

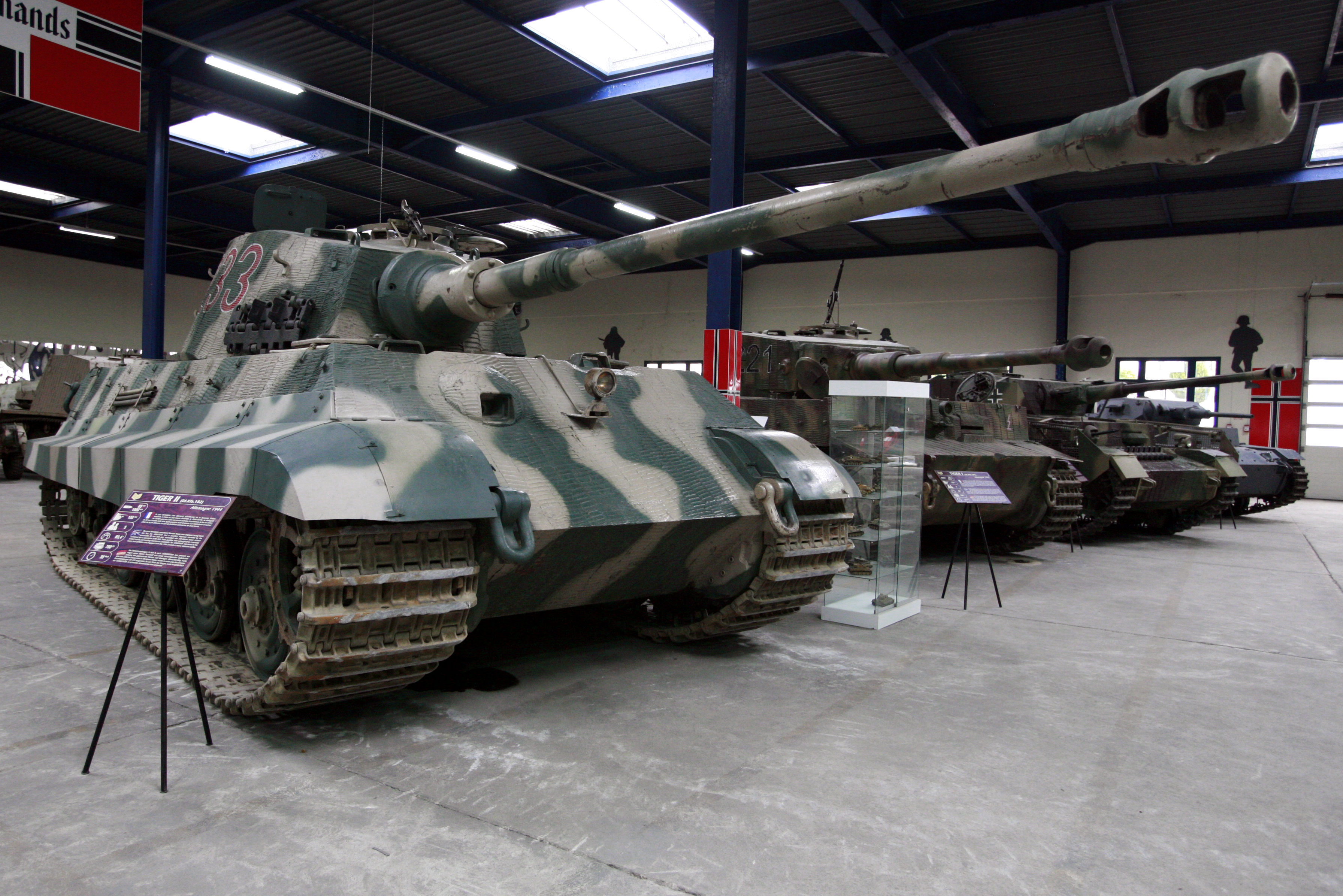
Tiger II im Musée des Blindés

Zwischen Dezember 1943 und März 1945 wurden insgesamt 485 oder 489 Panzerkampfwagen Tiger II bei Henschel und Wegmann in Kassel produziert (Werksunterlagen nennen 487 Stück). Eine monatliche Produktionsrate von 140 Einheiten war geplant, diese Zahlen wurden aber niemals annähernd erreicht; die höchste Produktionsrate lag bei 94 Stück im August 1944. Eine Zeitlang wurde der Tiger II bei Henschel parallel zum Tiger I gebaut, ab August 1944 wurde die Produktion ganz auf das neue Modell umgestellt.
Die Türme des Tigers II wurden von Krupp entwickelt und das Gehäuse auch gebaut. In fälschlich sicherer Erwartung des Zuschlags für die Produktion des Tigers II ließ Porsche schon Türme nach einem früheren Entwurf herstellen, um jede Verzögerung in der Produktion zu vermeiden. Nachdem Henschel aber den Auftrag erhalten und mit der Serienproduktion der Wannen begonnen hatte, war der verbesserte Schmalturm noch nicht produktionsreif; deshalb musste auf die fertigen Türme mit abgerundeter Front und stärker geneigten Seiten, die Porsche bestellt hatte, zurückgegriffen werden. So erhielten die ersten fünfzig Exemplare des Tiger II diesen Turm, der darum oft als „Porscheturm“ bezeichnet wird, obwohl der Entwurf für beide Türme von Krupp stammt. Alle weiteren Fahrzeuge erhielten dann die entsprechend oft „Henschelturm“ oder auch Produktionsturm genannte Ausführung. Im Vergleich zum „Porscheturm“ war der „Henschelturm“ einfacher und somit preisgünstiger zu fertigen. Außerdem bestand bei ihm nicht mehr die Gefahr, dass – wie beim „Porscheturm“ – von der Turmfront abprallende Geschosse die vergleichsweise dünne Fahrerdachpanzerung durchschlugen oder in den Drehkranz abgelenkt wurden.
| Produktionszahlen des Panzerkampfwagen VI Tiger II |         |         |         |         |         |         |        |         |         |         |         |         |         |         |         |         |         |           |
| Monat                                              | Nov. 43 | Dez. 43 | Jan. 44 | Feb. 44 | März 44 | Apr. 44 | Mai 44 | Jun. 44 | Jul. 44 | Aug. 44 | Sep. 44 | Okt. 44 | Nov. 44 | Dez. 44 | Jan. 45 | Feb. 45 | März 45 | Insgesamt |
| Stückzahl                                          | 1       | 0       | 5       | 5       | 6       | 6       | 15     | 32      | 45      | 94      | 63      | 26      | 26      | 56      | 40      | 42      | 30      | 492       |

Das einzige Derivat des Tiger II war der Jagdpanzer VI Jagdtiger.

### Einsatz

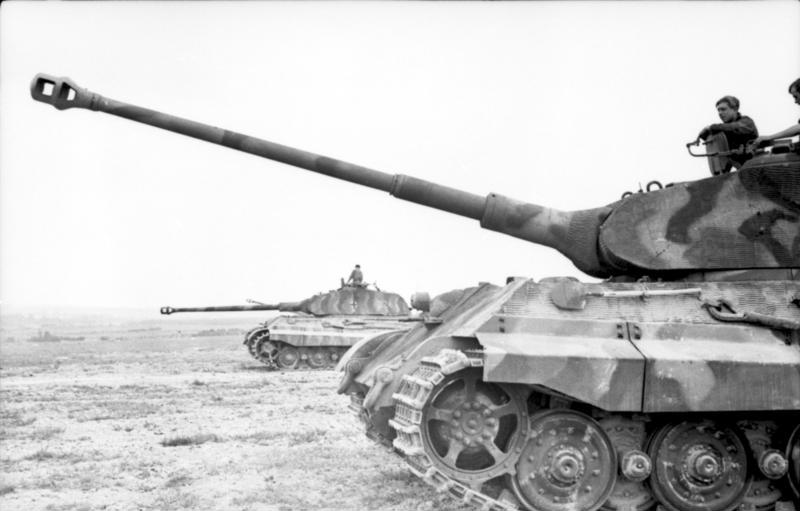
Tiger II mit dem abgerundeten sog. „Porscheturm“

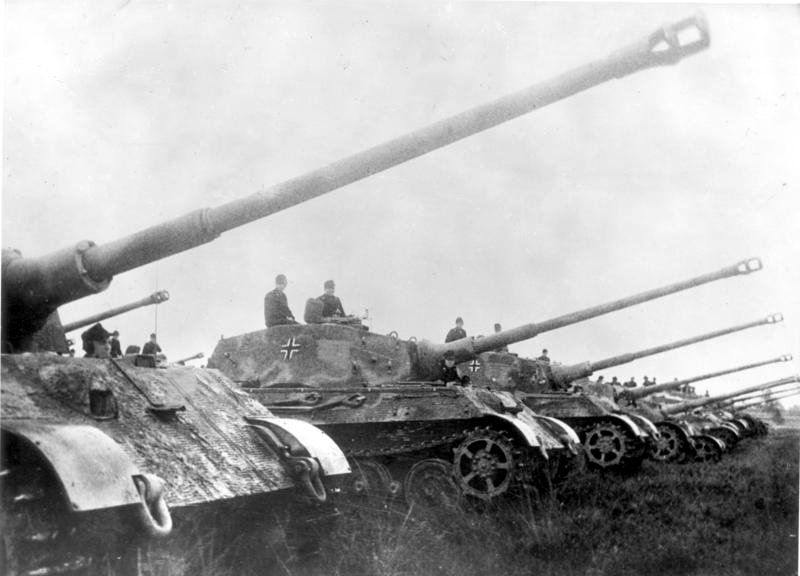
In einer Reihe aufgestellte Königstiger

Der Panzerkampfwagen Tiger II wurde hauptsächlich an die schweren Panzer-Abteilungen ausgeliefert, die zuvor schon mit dem Tiger I ausgestattet waren. 
Der erste mit Tigern II ausgestattete Verband war jedoch die Panzer-Lehr-Division. Sie hatte in ihrem Panzer Lehr Regiment fünf Tiger II der unterstellten Panzerkompanie (Funklenk) 316. Diese kamen bei den Kämpfen mit den alliierten Landungstruppen in der Normandie zum Einsatz. 
Am 27. Juni 1944 wurde die mit 33 Tigern I und 12 Tigern II neu ausgestattete schwere Panzer-Abteilung 503 an die Westfront verlegt, wo sie ab dem 11. Juli 1944 zum Einsatz kam. 
Von Juni bis Juli 1944 wurde die schwere Panzer-Abteilung 501 schrittweise zur Neuausstattung von der Ostfront abgezogen und kehrte mit 45 Tigern II am 6. August 1944 zur Heeresgruppe Nordukraine zurück. 
Ende Juli 1944 wurden sowohl die 3./ schwere Panzer-Abteilung 503 als auch die 1./ schwere SS-Panzer-Abteilung 101 aus der Westfront herausgezogen, mit je 14 Tigern II ausgestattet und Anfang August wieder zurückverlegt. Die von der Westfront kommende schwere Panzer-Abteilung 503 wurde Mitte September auf dem Truppenübungsplatz Sennelager komplett mit Tiger II Panzern ausgerüstet. 
Am 7. Juli wurde die bei der Abwehr der sowjetischen Offensive Operation Bagration auf 15 Tiger I geschrumpfte schwere Panzer-Abteilung 505 bei Molodetschno aus der Ostfront abgezogen und auf den Truppenübungsplatz Ohrdruf verlegt. Dort wurde sie mit 45 Tigern II ausgestattet und am 9. September wieder an der Ostfront bei Nasielsk zum Einsatz gebracht. 
Die schwere Panzer-Abteilung 506 wurde in Paderborn mit 45 Tigern II ausgestattet und danach gegen die Alliierten bei Arnheim eingesetzt. 
Zur gleichen Zeit wurde dort auch die schwere SS-Panzer-Abteilung 101 komplett mit Tigern II ausgestattet und zurück an die Westfront verlegt. 
Während der Ardennenoffensive im Dezember 1944 kamen 86 Tiger II zum Einsatz, von denen zwei durch die Briten abgeschossen und drei von ihren Besatzungen aufgegeben wurden.
1945 wurden noch die schweren Panzer-Abteilungen 507 und 509 sowie die schweren SS-Panzer-Abteilungen 502 (umbenannte 102) und 503 (umbenannte 103) komplett mit Tigern II ausgestattet. 
Am 31. März 1945 wurden die letzten 13 durch Henschel produzierten Tiger II auf die 3./ schwere Panzer-Abteilung 510 und 511 aufgeteilt. 
Danach wurden noch einzelne Tiger II des Ersatzheeres in sogenannten Alarmeinheiten eingesetzt, wobei die Panzer per Zug zu den Kampfeinsatzorten transportiert wurden.

## Entwurfsanalyse

### Gegnervergleich
Der Tiger II war der Höhepunkt der deutschen Panzerentwicklung während des Zweiten Weltkrieges, wobei man sich bei der Form am Panther orientierte. Gegenüber dem Tiger I wuchsen sowohl die Abmessungen als auch die Panzerstärken und damit das Gewicht. Das Ergebnis war ein frontal nur schwer verwundbares Fahrzeug, das allerdings wegen seiner großen Masse von fast 70 t langsam war. Mangels Alternativen musste der Motor des Panther und Tigers zum Einsatz kommen. Die 8,8-cm-Kampfwagenkanone (KwK) 43 L/71 war eine der besten Panzerkanonen ihrer Zeit und verlieh dem „Königstiger“ eine gewaltige Feuerkraft. Alle feindlichen Panzer konnten frontal auf Entfernungen bis 3000 m zerstört werden; es gibt sogar einige wenige Abschussberichte von T-34 bei einer Kampfentfernung von etwa 4000 Metern. In Bezug auf Panzerung und Bewaffnung gleichwertig – aber etwa 20 t leichter und damit beweglicher – wäre nur der sowjetische IS-3 gewesen, der aber auf dem europäischen Schlachtfeld nicht mehr zum Einsatz kam. In der Bewaffnung, nicht aber der Panzerung, war der IS-2 Modell 1944 etwa gleichwertig. Die folgende Tabelle zeigt die Entfernung, auf der die Panzergranate 39/43 die Panzerung verschiedener gegnerischer Modelle durchschlagen konnte. Allerdings muss berücksichtigt werden, dass es sich um idealisierte Werte handelt, da Panzergefechte aufgrund der Dynamik des Krieges meist auf kürzere Distanzen stattfanden, welche den auf großer Entfernung überlegenen Tiger II verwundbar machten.
| Entfernung, aus der ein Königstiger folgende Panzer theoretisch zerstören konnte |         |          |           |         |         |
| Zielpanzer                                                                       | Sherman | Cromwell | Churchill | T 34/85 | IS 2    |
| Kanonenblende                                                                    | 2600 m  | 3500+ m  | 3500+ m   | 2800 m  | 1800 m  |
| Turm vorn                                                                        | 3500+ m | 3500+ m  | 3500+ m   | 3500+ m | 2300 m  |
| Wanne vorn                                                                       | 3500+ m | 3500+ m  | 3500 m    | 2600 m  | 2600 m  |
| Turm seitlich                                                                    | 3500+ m | 3500+ m  | 3500+ m   | 3500+ m | 3400 m  |
| Wanne seitlich                                                                   | 3500+ m | 3500+ m  | 3500+ m   | 3500+ m | 3500+ m |
| Turm hinten                                                                      | 3500+ m | 3500+ m  | 3500+ m   | 3500+ m | 1800 m  |
| Wanne hinten                                                                     | 3500+ m | 3500+ m  | 3500+ m   | 3500+ m | 2500 m  |

Die verstärkte und vor allem günstig abgeschrägte Panzerung des Tiger II ließ sich mit den besten gegnerischen Panzerkanonen nur aus kurzer Distanz durchschlagen, brach und splitterte jedoch wegen verminderter Materialqualität öfter als bei den deutschen Panzern aus früherer Produktion. Dem Tiger II konnten daher bei Frontalbeschuss die Panzerjäger SU-100 und ISU-122 sowie der schwere Panzer IS-2 gefährlich werden, wenn sie nahe genug herankamen (ab 1500 bis 1000 m Distanz Durchdringung der Frontpanzerung des Turms, ab 600 bis 500 m Distanz Durchdringung der Frontpanzerung der Wanne). Deutlich gefährdeter war der Tiger II, wenn der Gegner durch Ausmanövrieren oder aus dem Hinterhalt auf die Seitenpanzerung schießen konnte.

### Schwächen des Tiger II
- Minderwertige Panzerung: Wegen des Mangels an Molybdän in der deutschen Kriegswirtschaft[12] wurde stattdessen bei der Legierung des Panzerstahls des Tiger II Vanadium verwendet, was die Zähigkeit des Stahls erheblich verringerte. Bei Treffern kam es deshalb trotz nominell stärkerer Panzerung als beim Tiger I oft zu Brüchen der Panzerung und zu gefährlicher Sekundär-Splitterwirkung im Innenraum.
- Hohes Gewicht: Viele Brücken waren unpassierbar, und das Bergen defekter Panzer war oft nicht möglich.
- Extrem hoher Kraftstoffverbrauch: Gegen Ende des Krieges wurde fehlender Treibstoff immer öfter zum beschränkenden Faktor, weil die Panzer mit leeren Tanks stehen blieben und aufgegeben werden mussten.
- Geringe Geschwindigkeit: Im modernen Bewegungskrieg konnte der Tiger II schnell vorstoßenden Verbänden nicht folgen oder (am Ende des Krieges häufiger) sich nicht rechtzeitig zurückziehen.
- Mangelhafter Turm-Antrieb: Wenn der Panzer schräg stand, war es oft nicht möglich, den Turm zu drehen, da dessen Antrieb zu schwach war.
- Mangelhafte Auslegung: Für das hohe Gewicht waren Motorisierung sowie Getriebe und Fahrwerk nicht belastbar genug ausgelegt worden, sodass es zu Motorschäden durch Überhitzung sowie zahlreichen Fahrwerks- und Getriebeschäden kam, die unter den Bedingungen der niedergehenden Wirtschaft oft nicht behoben werden konnten.

## Technik

### Munition

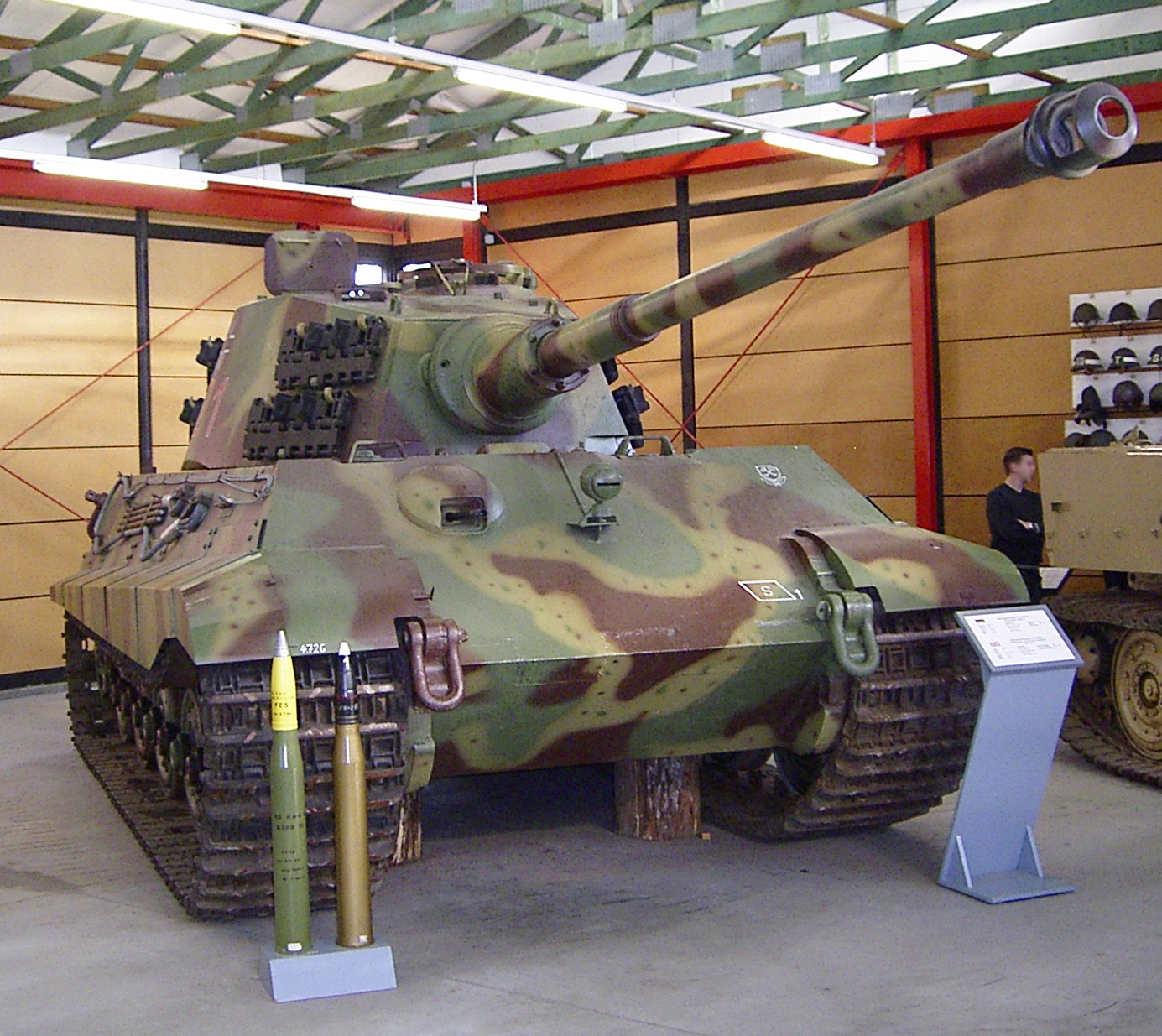
Tiger II mit Munition im Deutschen Panzermuseum Munster

Der Panzerkampfwagen VI Tiger II konnte 78 („Porscheturm“: 80) Geschosse für die Hauptbewaffnung mitführen. Normalerweise wurden sie mit 50 % Panzergranaten und 50 % Sprenggranaten bestückt. Für die Maschinengewehre befanden sich 4800 Schuss (32 Gurtsäcke mit je 150 Schuss) im Panzer.
| Munition und Durchschlagsleistung der KwK 43 L/71                      |                     |                     |
| Nomenklatur der Munition                                               | Panzergranate 39/43 | Panzergranate 40/43 |
| Geschossgewicht                                                        | 10,2 kg             | 7,3 kg              |
| Mündungsgeschwindigkeit                                                | 1000 m/s            | 1130 m/s            |
| Durchschlagsleistung der KwK (Kampfwagenkanone) bei 30° Auftreffwinkel |                     |                     |
| 100 Meter                                                              | 202 mm              | 237 mm              |
| 500 Meter                                                              | 185 mm              | 217 mm              |
| 1000 Meter                                                             | 165 mm              | 197 mm              |
| 1500 Meter                                                             | 148 mm              | 170 mm              |
| 2000 Meter                                                             | 132 mm              | 152 mm              |

### Technische Daten

Tiger II mit „Porscheturm“

| Technische Daten des Panzerkampfwagen VI Tiger II |                                                                                             |
| Allgemeine Eigenschaften                          |                                                                                             |
| Gefechtsgewicht                                   | 69,7 t (mit „Porscheturm“ 68,5 t)                                                           |
| Gewicht Wanne                                     | 52 t (27,7 t ohne Alles)                                                                    |
| Gewicht „Henschelturm“                            | 13,5 t (8 t ohne Alles)                                                                     |
| Bodendruck                                        | 1,02 kg/cm²; mit Verladekette: 1,23 kg/cm²                                                  |
| Länge über alles mit Kanone / ohne Kanone         | 10,28 m / 7,38 m                                                                            |
| Kanonenüberstand vorn                             | 2,90 m                                                                                      |
| Breite (mit Geländeketten)                        | 3,75 m                                                                                      |
| Höhe                                              | 3,09 m                                                                                      |
| Bodenfreiheit                                     | 50 cm                                                                                       |
| Kettenbreite der Gefechtskette                    | 80 cm (Kettengewicht: 2,8–3,5 t)                                                            |
| Kettenbreite der Verladekette                     | 66 cm (Kettengewicht: 1,5 t)                                                                |
| Bewaffnung                                        |                                                                                             |
| Hauptbewaffnung                                   | 8,8-cm-KwK 43 L/71                                                                          |
| Rohrgewicht                                       | 1,6 t                                                                                       |
| Rohrlänge mit Mündungsbremse                      | 6,60 m (ohne: 6,28 m)                                                                       |
| Höhenrichtfeld                                    | −8° bis +15°                                                                                |
| Höchstschussweite                                 | 9350 m bei 15° Erhöhung                                                                     |
| Zielmittel                                        | TZF 9b 1 (Porsche TZF 9 d)                                                                  |
| Sekundärbewaffnung                                | 1 × 7,92-mm-MG 34 im Bug                                                                    |
| Sekundärbewaffnung                                | 1 × 7,92-mm-MG 34 koaxial im Turm                                                           |
| Sekundärbewaffnung                                | 1 × Fla-MG auf dem Turmdach                                                                 |
| Fahrleistung                                      |                                                                                             |
| Motor                                             | Maybach HL 230 P 30                                                                         |
| Hubraum                                           | 23 l                                                                                        |
| Bohrung / Hub                                     | 130/145 mm                                                                                  |
| Höchstleistung                                    | 700 PS (515 kW) bei 3000/min                                                                |
| Gewichtsbezogene Leistung                         | 10 PS/t                                                                                     |
| Höchstgeschwindigkeit Straße                      | 38 km/h                                                                                     |
| Höchstgeschwindigkeit Gelände                     | 17 km/h                                                                                     |
| Kraftstoffvorrat                                  | 860 l                                                                                       |
| Reichweite Straße / Gelände                       | 170 km / 120 km                                                                             |
| Getriebe                                          | halbautomatisches Vorwählgetriebe Maybach-Olvar mit acht Vorwärts- und vier Rückwärtsgängen |
| Lenkung                                           | Zweiradien-Überlagerungslenkgetriebe                                                        |
| kleinster Wendekreis                              | 2,08 m                                                                                      |
| Federung                                          | Torsionsstäbe                                                                               |
| Kletterfähigkeit                                  | 85 cm                                                                                       |
| Steigfähigkeit                                    | bis zu 35°                                                                                  |
| Watfähigkeit                                      | 160 cm                                                                                      |
| Grabenüberschreitungsfähigkeit                    | 250 cm                                                                                      |
| Panzerung                                         |                                                                                             |
| Wanne / Fahrerfront 40° Neigung                   | 150 mm                                                                                      |
| Wannenbug 40°                                     | 100 mm                                                                                      |
| Wannenseite 90°                                   | 80 mm                                                                                       |
| Wannenheck 60°                                    | 80 mm                                                                                       |
| Wannendecke                                       | 40 mm                                                                                       |
| Wannenboden                                       | 40 mm                                                                                       |
| Turmblende                                        | 80 mm                                                                                       |
| Turmfront 80°                                     | 185 mm                                                                                      |
| Turmseite 69°                                     | 80 mm                                                                                       |
| Turmheck 70°                                      | 80 mm                                                                                       |
| Turmdecke 12°                                     | 44 mm                                                                                       |

1. ↑  Zwölfzylinder-Ottomotor (V-Motor, 60° Bankwinkel), Wasserkühlung,
 Registervergaseranlage mit vier Doppel-Fallstromvergasern, zwei
Bosch-Magnetzündern, Trockensumpfschmierung, Ölinhalt 28 Liter

## Erhaltene Exemplare

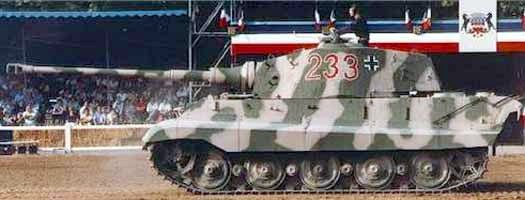
Tiger II des Panzermuseums Musée des Blindés in Saumur

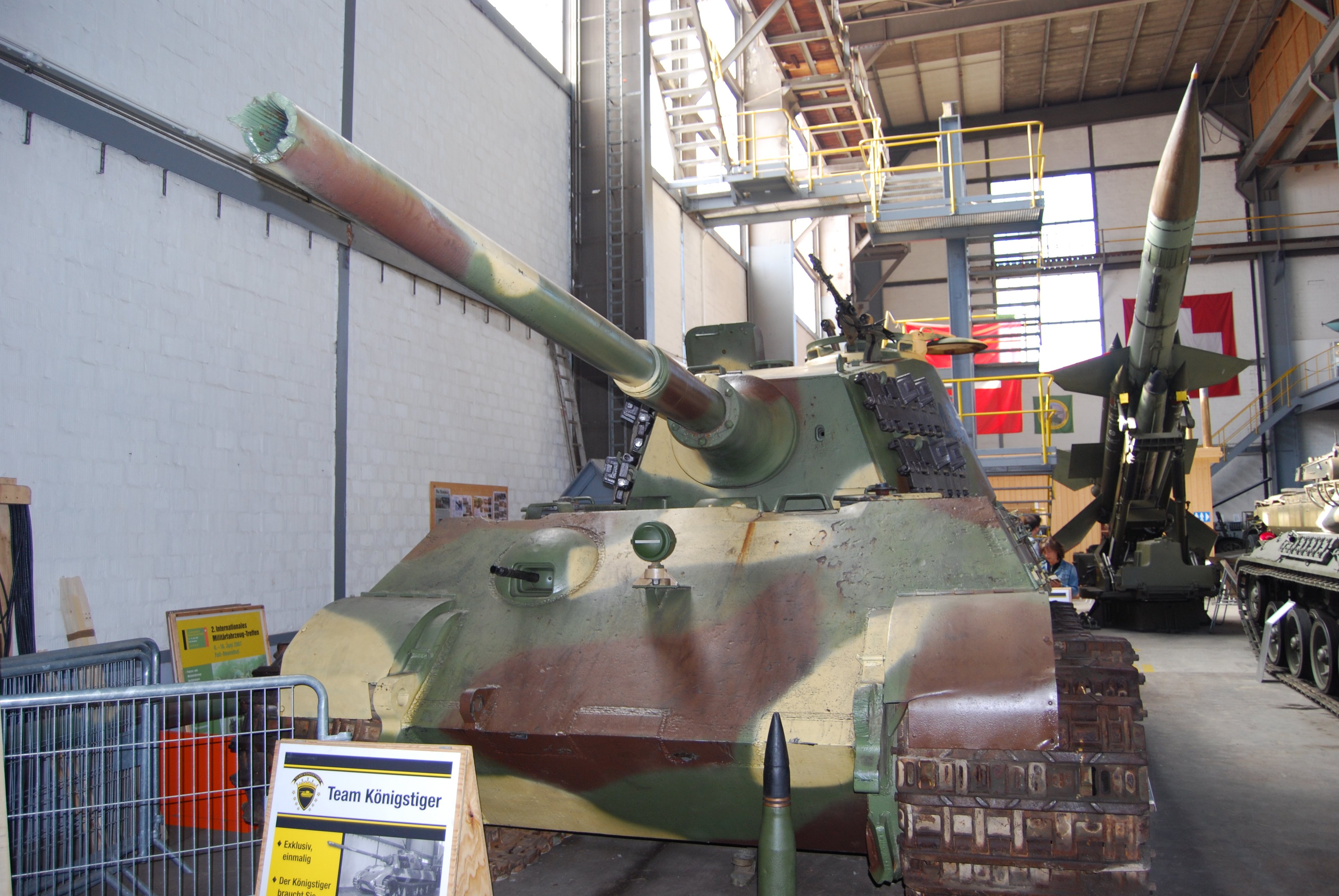
Tiger II im schweizerischen Militärmuseum Full

Wegen technischer Defekte oder Treibstoffmangel mussten viele Tiger II aufgegeben bzw. von den eigenen Besatzungen unbrauchbar gemacht werden, damit sie nicht vom Gegner genutzt werden konnten. Dadurch blieben nur wenige Tiger II in gutem Zustand erhalten.
- Musée des Blindés, Saumur/Loire, Frankreich: Fahrgestellnummer 280112, (möglicherweise) ehemals 1. PzKp, schwere SS-Panzer-Abteilung 101. Ein fahrbereites Exemplar ist im Museum zu sehen. Der Panzer wurde wahrscheinlich am 23. August 1944 aufgegeben und im Herbst desselben Jahres von der französischen Armee geborgen. Anschließend wurde er bei AMX in Satory eingelagert und schließlich 1975 an das Museum übergeben.[17][18]
- Schweizerisches Militärmuseum, Full: Fahrgestellnummer 280215, ehemals schwere Panzer-Abteilung 506. Der Panzer wurde nach dem Krieg von Frankreich als Dauerleihgabe an die Schweiz übergeben. Er wird seit Herbst 2007 in einem für Besucher zugänglichen Bereich des Museums vollständig restauriert und wieder fahrfähig gemacht. Der Fortschritt der Arbeiten wird auf einer eigens eingerichteten Website dokumentiert.[19]
- Patton Museum of Cavalry and Armor, Fort Knox, USA: Fahrgestellnummer 280243. Im September 1944 gebaut, am 24. Dezember 1944 von der schweren SS-Panzer-Abteilung 501 erbeutet
- Deutsches Panzermuseum, Munster: Fahrgestellnummer 280101. Ehemals schwere SS-Panzer-Abteilung 501
- Dezember 44 Museum, La Gleize, Belgien: Fahrgestellnummer 280273. Im Oktober 1944 gebaut, am 21. Dezember 1944 von Panzern der 3. US-Panzerdivision in La Gleize beschossen und beschädigt[20]
- Panzermuseum Kubinka, Kubinka, Russland: Fahrzeug der schweren SS-Panzer-Abteilung 502
- Defence Academy of the United Kingdom, Shrivenham, England: Fahrzeug mit der Fahrgestellnummer 280093 der schweren SS-Panzer-Abteilung 501
- Panzermuseum Bovington, Dorset, England: Prototyp mit „Porscheturm“